# توني كوك (لاعب كرة قدم)
توني كوك (بالإنجليزية: Tony Cook)‏ (8 أكتوبر 1929 ببرستل في المملكة المتحدة - 1 مارس 1996 ببرستل في المملكة المتحدة) هو لاعب كرة قدم بريطاني في مركز حراسة المرمى. لعب مع نادي بريستول سيتي ونادي ووستر سيتي وCinderford Town A.F.C. ‏.